# Enemy of the Enemy
Enemy of the Enemy è il quinto album in studio del gruppo musicale britannico Asian Dub Foundation, pubblicato nel 2003.

## Tracce
1. Fortress Europe – 3:50
2. Rise to the Challenge – 4:25
3. La haine – 3:54
4. 1000 Mirrors – 4:55
5. 19 Rebellions – 5:22
6. Blowback – 2:56
7. 2 Face – 5:15
8. Power to the Small Massive – 4:23
9. Dhol rinse – 3:18
10. Basta – 4:33
11. Cyberabad – 5:02
12. Enemy of the Enemy – 4:43